# Kifejtési tétel
A kifejtési tétel a mátrixok determinánsának kiszámítására használható matematikai tétel. Eszerint egy n × n-es mátrix determinánsának kiszámításához egy tetszőleges sor (vagy oszlop) minden elemét meg kell szoroznunk a hozzá tartozó előjeles aldeterminánssal, és összegeznünk kell a kapott számokat. (Ilyenkor beszélünk a determináns valamely i-edik sor (vagy oszlop) szerinti kifejtéséről.)

## Előjeles aldetermináns
Vegyünk egy n × n-es mátrixot. Ha elhagyjuk az i-edik sorát és a j-edik oszlopát, akkor egy (n–1)×(n–1)-es mátrix keletkezik. Az említett sor és oszlop metszéspontjában található elemhez tartozó előjeles aldetermináns nem más, mint a keletkezett (n–1)×(n–1)-es részmátrix determinánsának {\displaystyle (-1)^{i+j}}-szerese. Az aldeterminánsokat a megfelelő előjellel és a megfelelő elemmel összeszorozva és összegezve kapjuk a mátrix determinánsát.
A {\displaystyle (-1)^{i+j}} kifejezés –1 vagy +1 értéke megadja, hogy az aldetermináns átfordul-e vagy sem az ellentettjére. Könnyű megjegyezni: a bal fölső sarokban lévő elem esetén mindig +1, és utána sakktáblaszerűen váltakozva következik a –1 és a +1. Például 6×6-os esetben:
{\displaystyle {\begin{pmatrix}+&-&+&-&+&-\\-&+&-&+&-&+\\+&-&+&-&+&-\\-&+&-&+&-&+\\+&-&+&-&+&-\\-&+&-&+&-&+\\\end{pmatrix}}}

## Példa
Az
{\displaystyle A={\begin{pmatrix}a_{11}&a_{12}&a_{13}&a_{14}&a_{15}&a_{16}\\a_{21}&a_{22}&a_{23}&a_{24}&a_{25}&a_{26}\\a_{31}&a_{32}&a_{33}&a_{34}&a_{35}&a_{36}\\a_{41}&a_{42}&a_{43}&a_{44}&a_{45}&a_{46}\\a_{51}&a_{52}&a_{53}&a_{54}&a_{55}&a_{56}\\a_{61}&a_{62}&a_{63}&a_{64}&a_{65}&a_{66}\\\end{pmatrix}}}
mátrix determinánsát szeretnénk a mátrix 4. sora szerint kifejteni. A megoldás
{\displaystyle \det A=-a_{41}\det A_{41}+a_{42}\det A_{42}-a_{43}\det A_{43}+a_{44}\det A_{44}-a_{45}\det A_{45}+a_{46}\det A_{46},}
mert mondjuk az a45 elemhez tartozó aldetermináns meghatározásához elhagyjuk a 4. sort és az 5. oszlopot a mátrixból:
{\displaystyle {\begin{array}{c c c c|c|c}a_{11}&a_{12}&a_{13}&a_{14}&a_{15}&a_{16}\\a_{21}&a_{22}&a_{23}&a_{24}&a_{25}&a_{26}\\a_{31}&a_{32}&a_{33}&a_{34}&a_{35}&a_{36}\\\hline a_{41}&a_{42}&a_{43}&a_{44}&a_{45}&a_{46}\\\hline a_{51}&a_{52}&a_{53}&a_{54}&a_{55}&a_{56}\\a_{61}&a_{62}&a_{63}&a_{64}&a_{65}&a_{66}\\\end{array}}\Rightarrow {\begin{array}{c c c c|c}a_{11}&a_{12}&a_{13}&a_{14}&a_{16}\\a_{21}&a_{22}&a_{23}&a_{24}&a_{26}\\a_{31}&a_{32}&a_{33}&a_{34}&a_{36}\\\hline a_{51}&a_{52}&a_{53}&a_{54}&a_{56}\\a_{61}&a_{62}&a_{63}&a_{64}&a_{66}\\\end{array}}.}
A kapott mátrixot jelöljük A45-tel:
{\displaystyle A_{45}={\begin{pmatrix}a_{11}&a_{12}&a_{13}&a_{14}&a_{16}\\a_{21}&a_{22}&a_{23}&a_{24}&a_{26}\\a_{31}&a_{32}&a_{33}&a_{34}&a_{36}\\a_{51}&a_{52}&a_{53}&a_{54}&a_{56}\\a_{61}&a_{62}&a_{63}&a_{64}&a_{66}\\\end{pmatrix}}.}
Ezután kiszámítjuk az A45 determinánsának az értékét:
{\displaystyle \det A_{45}={\begin{vmatrix}a_{11}&a_{12}&a_{13}&a_{14}&a_{16}\\a_{21}&a_{22}&a_{23}&a_{24}&a_{26}\\a_{31}&a_{32}&a_{33}&a_{34}&a_{36}\\a_{51}&a_{52}&a_{53}&a_{54}&a_{56}\\a_{61}&a_{62}&a_{63}&a_{64}&a_{66}\\\end{vmatrix}}.}
Hasonlóan számoljuk ki az A mátrix 4. sorának többi eleméhez tartozó aldeterminánst is.
Az a45 elemhez tartozó előjel – (mivel (–1)4+5=(–1)9=–1), így az aldeterminánst –1-gyel megszorozva kell hozzáadni az összeghez.
A fenti táblázat 4. sorából is megkaphatjuk a többi aldeterminánshoz tartozó előjelet:
{\displaystyle {\begin{pmatrix}+&-&+&-&+&-\\-&+&-&+&-&+\\+&-&+&-&+&-\\\hline -&+&-&+&-&+\\\hline +&-&+&-&+&-\\-&+&-&+&-&+\\\end{pmatrix}},}
és így lesz az eredmény még egyszer leírva
{\displaystyle \det A=-a_{41}\det A_{41}+a_{42}\det A_{42}-a_{43}\det A_{43}+a_{44}\det A_{44}-a_{45}\det A_{45}+a_{46}\det A_{46}.}

## Több sor vagy oszlop szerint
A kifejtés egyszerre több sor és oszlop szerint is végezhető.
Példa: egy 5 x 5-ös mátrix determinánsa a második és az ötödik sor szerint kifejtve:
{\displaystyle {\begin{vmatrix}a_{11}&a_{12}&a_{13}&a_{14}&a_{15}\\a_{21}&a_{22}&a_{23}&a_{24}&a_{25}\\a_{31}&a_{32}&a_{33}&a_{34}&a_{35}\\a_{41}&a_{42}&a_{43}&a_{44}&a_{45}\\a_{51}&a_{52}&a_{53}&a_{54}&a_{55}\\\end{vmatrix}}=}
{\displaystyle ={\begin{vmatrix}a_{21}&a_{22}\\a_{51}&a_{52}\\\end{vmatrix}}{\begin{vmatrix}a_{13}&a_{14}&a_{15}\\a_{33}&a_{34}&a_{35}\\a_{43}&a_{44}&a_{45}\\\end{vmatrix}}-{\begin{vmatrix}a_{21}&a_{23}\\a_{51}&a_{53}\\\end{vmatrix}}{\begin{vmatrix}a_{12}&a_{14}&a_{15}\\a_{32}&a_{34}&a_{35}\\a_{42}&a_{44}&a_{45}\\\end{vmatrix}}+}
{\displaystyle +{\begin{vmatrix}a_{21}&a_{24}\\a_{51}&a_{54}\\\end{vmatrix}}{\begin{vmatrix}a_{12}&a_{13}&a_{15}\\a_{32}&a_{33}&a_{35}\\a_{42}&a_{43}&a_{45}\\\end{vmatrix}}-{\begin{vmatrix}a_{21}&a_{25}\\a_{51}&a_{55}\\\end{vmatrix}}{\begin{vmatrix}a_{12}&a_{13}&a_{14}\\a_{32}&a_{33}&a_{34}\\a_{42}&a_{43}&a_{44}\\\end{vmatrix}}+}
{\displaystyle +{\begin{vmatrix}a_{22}&a_{23}\\a_{52}&a_{53}\\\end{vmatrix}}{\begin{vmatrix}a_{11}&a_{14}&a_{15}\\a_{31}&a_{34}&a_{35}\\a_{41}&a_{44}&a_{45}\\\end{vmatrix}}-{\begin{vmatrix}a_{22}&a_{24}\\a_{52}&a_{54}\\\end{vmatrix}}{\begin{vmatrix}a_{11}&a_{13}&a_{15}\\a_{31}&a_{33}&a_{35}\\a_{41}&a_{43}&a_{45}\\\end{vmatrix}}+}
{\displaystyle +{\begin{vmatrix}a_{22}&a_{25}\\a_{52}&a_{55}\\\end{vmatrix}}{\begin{vmatrix}a_{11}&a_{13}&a_{14}\\a_{31}&a_{33}&a_{34}\\a_{41}&a_{43}&a_{44}\\\end{vmatrix}}+{\begin{vmatrix}a_{23}&a_{24}\\a_{53}&a_{54}\\\end{vmatrix}}{\begin{vmatrix}a_{11}&a_{12}&a_{15}\\a_{31}&a_{32}&a_{35}\\a_{41}&a_{42}&a_{45}\\\end{vmatrix}}-}
{\displaystyle -{\begin{vmatrix}a_{23}&a_{25}\\a_{53}&a_{55}\\\end{vmatrix}}{\begin{vmatrix}a_{11}&a_{12}&a_{14}\\a_{31}&a_{32}&a_{34}\\a_{41}&a_{42}&a_{44}\\\end{vmatrix}}+{\begin{vmatrix}a_{24}&a_{25}\\a_{54}&a_{55}\\\end{vmatrix}}{\begin{vmatrix}a_{11}&a_{12}&a_{13}\\a_{31}&a_{32}&a_{33}\\a_{41}&a_{42}&a_{43}\\\end{vmatrix}}}
Az első mátrix előjele például azért pozitív, mert sor- és oszlopindexeinek összege 10, ami páros. Itt az együttható mátrixban szereplő összes index számít.

## Ferde kifejtés
Ferde kifejtésnek nevezzük az {\displaystyle a_{ij}A_{kl},i\neq k,j\neq l} alakú szorzatokat.
A ferde kifejtés tétele szerint ezek a szorzatok nem számítanak bele a mátrix determinánsába.

## Megjegyzés
Programozói szempontból a kifejtési tétel alkalmazásánál sokkal célravezetőbb a Gauss-eliminációval való lépcsős alakra hozás (alsó vagy felső háromszögmátrix elég), majd a főátlóban lévő elemek összeszorzása. Ugyanis a kifejtés során annyira felhalmozódnak a számítási hibák, hogy elvész a numerikus információ.